# Filix-mas vulgaris
Filix-mas vulgaris là một loài dương xỉ trong họ Dryopteridaceae. Loài này được Hill ex Farw. mô tả khoa học đầu tiên năm 1931.
Danh pháp khoa học của loài này chưa được làm sáng tỏ. 